# Journal for the Scientific Study of Religion
 (mai 2019).
Le journal pour l'étude scientifique de la religion ( JSSR ) est un journal universitaire trimestrielle publié par Wiley-Blackwell aux États-Unis sous les auspices de la Society for the Scientific Study of Religion, consacrée à la publication d’articles savants dans le sciences sociales, y compris la psychologie, la sociologie et l’ anthropologie, consacrées à l’étude de la religion. 
Ce n’est pas une revue de théologie, car ses publications tendent à être des articles empiriques dans les disciplines susmentionnées, plutôt que des articles évaluant la vérité ou la fausseté, ou tentant de clarifier d’une autre manière les doctrines théologiques[réf. nécessaire]. Cependant, le théologien Paul Tillich a écrit une préface à la première édition, publiée en 1961. 
Un ancien rédacteur en chef, Ralph W. Hood, est un spécialiste de la psychologie de la religion[réf. nécessaire], ayant publié des échelles d'évaluation de l'expérience religieuse et de l'expérience mystique. Hood a été remplacé en 1999 par Ted Jelen, le premier politologue à avoir édité le journal. Jelen a ensuite été remplacé par le sociologue Rhys Williams au poste de rédacteur en chef. 
Le rédacteur actuel[évasif] de la revue est Tobin Grant (Université du Sud de l'Illinois à Carbondale).
Selon le Journal Citation Reports, le facteur d'impact 2011 était de 1,348, ce qui le classe au 30e rang sur 138 journaux dans la catégorie Sociologie.